# マルカム県
マルカム県（マルカムけん）は中華人民共和国チベット自治区チャムド市の県の一つ。東経98度00分～99度05分、北緯28度37分～30度20分に位置する。東は金沙江を隔てて四川省バタン県、南は雲南省デチェン県、西は瀾滄江（メコン川上流）を挟みゾガン県、北はゴンジョ県、ダクヤプ県に隣接。金沙江と瀾滄江の分水嶺であるマルカム山脈（芒康山脈、寧静山脈）が走っている。
県名はチベット語で「善妙なる地域」の意。井塩を産することで名高い。清末には寧静県が置かれ、後に芒康宗（芒康県、または江卡宗）と改名した。1960年には塩井宗（塩井県）と合併して寧静県となったが、1965年にまた現在の名となった。

## 行政区画
2鎮、13郷、1民族郷を管轄：
- 鎮：嘎托鎮、如美鎮
- 郷：索多西郷、莽嶺郷、宗西郷、昂多郷、措瓦郷、洛尼郷、戈波郷、幇達郷、徐中郷、曲登郷、木許郷、竹巴竜郷、曲孜卡郷

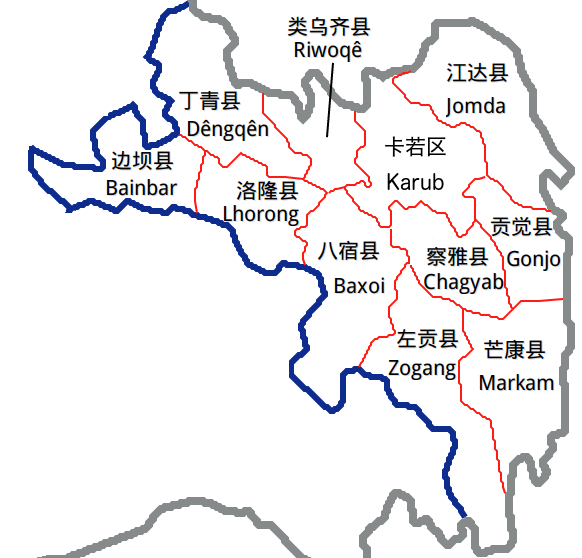
チャムド地区の行政区画

- 民族郷：ナシ民族郷

## 交通

### 道路
- 国道
  - G214国道
  - G318国道

## 参考資料
- A. Gruschke: The Cultural Monuments of Tibet’s Outer Provinces: Kham - Volume 1. The Xizang Part of Kham (TAR), White Lotus Press, Bangkok 2004. ISBN 974-480-049-6
- Tsering Shakya: The Dragon in the Land of Snows. A History of Modern Tibet Since 1947, London 1999, ISBN 0-14-019615-3